# Pásztó vasútállomás
Pásztó vasútállomás egy Nógrád vármegyei vasútállomás, Pásztó településen, a MÁV üzemeltetésében. Az 1893 és 1896 között (vagy 1898-ban) Wellisch Hugó tervei alapján épült felvételi épület ma műemléki védelem alatt áll. Az állomás közúti megközelítését a városközpont felől a 2408-as útból kiágazó 24 302-es számú mellékút biztosítja.

## Vasútvonalak
Az állomást az alábbi vasútvonalak érintik:
- Hatvan–Somoskőújfalu-vasútvonal

## Kapcsolódó állomások
A vasútállomáshoz az alábbi állomások vannak a legközelebb:
- Mátraszőlős-Hasznos megállóhely (Hatvan–Somoskőújfalu-vasútvonal)
- Szurdokpüspöki vasútállomás (Hatvan–Somoskőújfalu-vasútvonal)

## Forgalom
| Járat        | Útvonal | Gyakoriság   |
| ------------ | --- | ------------ |
| személyvonat | Hatvan – Mátravidéki Erőmű – Lőrinci – Selyp – Apc-Zagyvaszántó – Jobbágyi – Szurdokpüspöki – Pásztó – Mátraszőlős-Hasznos – Tar – Mátraverebély – Nagybátony – Kisterenye – Kisterenye-Bányatelep – Zagyvapálfalva – Salgótarján külső – Salgótarján – Somoskőújfalu | 1-2 óránként |